# سوهلده
سوهلده (به آلمانی: Söhlde) یک شهر در آلمان است که در ناحیه هیلدسهایم واقع شده‌است. سوهلده ۸٬۳۱۵ نفر جمعیت دارد.